# جيان كارلو فوسكو
جيان كارلو فوسكو (بالإيطالية: Giancarlo Fusco)‏ هو كاتب سيناريو وصحفي وكاتب وممثل إيطالي، ولد في 1 يوليو 1915 في لا سبيتسيا في إيطاليا، وتوفي في 17 سبتمبر 1984 في روما في إيطاليا.

## وصلات خارجية
- جيان كارلو فوسكو على موقع IMDb (الإنجليزية)
- جيان كارلو فوسكو على موقع ألو سيني (الفرنسية)
- جيان كارلو فوسكو على موقع قاعدة بيانات الأفلام السويدية (السويدية)
- جيان كارلو فوسكو على موقع قاعدة بيانات الفيلم (الإنجليزية)
- جيان كارلو فوسكو على موقع كينوبويسك (الروسية)